# 豊竹屋
『豊竹屋』（とよたけや、とよだけや）は古典落語の演目。別題に『豊竹屋節右衛門（とよたけや ふしえもん）』『節右衛門』。
上方落語が発祥。現在は東西で演じられる。作中の「○○のようで○○でない……それは何かとたずねたら」という掛け合い（べんべん）が独立して大喜利などで使われ、よく知られる。

## あらすじ
豊竹屋節右衛門は、自分が見たり聞いたりしたものを即興で浄瑠璃の義太夫節のように語る奇癖があり、黙っている時がない。風呂屋へ行き、湯船に浸かりながら湯加減について語っていたが、義太夫に熱中するあまりのぼせてしまい、湯船から出る際に床で滑って転んでしまう。他の客に介抱されながら、そんなことをしていては体に悪いと諭されるも、懲りない節右衛門。帰路もやはり節を回しながら帰宅し、妻にたしなめられても、飯を食べながらなお語り、味噌汁をこぼしてしまう。
節右衛門がふと外を見ると、奇妙な男が唄いながら玄関に立っている。男は上方言葉で花梨胴八（かりん どうはち）と名乗り、どんな節にも合わせられる即席の口三味線を得意としており、節右衛門と手合わせ願いたい、という。2人でお互いに「先に」「先に」と順番を譲っているうちに、浄瑠璃のセッションが始まった。
「先に旗持ち踊りつつ、三味や太鼓で打ちはやす」
「チン、チン、チンドンヤ」
そこへ、隣家の洗濯に使う水音が聞こえて来る。
「水をじゃあじゃあ出しっぱなし、隣の婆さん洗濯」
「ジャジャ、シャボン、シャボン」
どんどん興に乗る2人。
「去年の暮れの大晦日、米屋と酒屋に責められて」
「テンテコマイ、テンテコマイ（てんてこ舞い）」
「26日のお祭りは」
「テンジンサン、テンジンサン（天神さん）」
「子供の着物を親が着て」
「ツンツルテン、ツンツルテン」
「ミカンのようでミカンでない、ダイダイのようでダイダイでない、それは何かとたずねたら」
「キンカン、キンカン」
「夏の売り物、そばに似れどもそばでない、うどんに似れどもうどんでない、酢をかけ蜜かけ食べるのは」
「トコロテン、カンテン」
「食べ過ぎてお腹を壊して駆け行く先は」
「セッチン、セッチン（雪隠）」
ふと節右衛門が棚の上を見上げると、ネズミが餅を引いて行くのが見える。その様子を義太夫にすると、ネズミが「チュウチュウ」と合いの手を入れる。それを見た胴八が「さすが節右衛門さんとこのネズミは心得てますな」と褒めると、節右衛門は
「いえ、かじってるだけです」。